# 1789 في فرنسا
فيما يلي قوائم الأحداث التي وقعت خلال عام 1789 في فرنسا.

## أحداث
- 14 يوليو – الثورة الفرنسية
- 14 يوليو – اقتحام سجن الباستيل

## سياسة

### تعيين في المنصب
- 26 مايو – اشيل بيار ديونيسوس دو سيجور نائب فرنسي،نائب فرنسي.
- 17 يونيو – جاك فرانسوا مينو نائب فرنسي.
- 15 يوليو – جان سيلفان بايي رئيس بلدية [الإنجليزية]‏، عمدة باريس [الإنجليزية]‏.

### انتهاء فترة المنصب
- 1 يناير – جان بابتيست ماري بييري Premier peintre du Roi [الإنجليزية]‏.
- 17 يونيو – اشيل بيار ديونيسوس دو سيجور نائب فرنسي.
- 11 يوليو – جاك نيكر رئيس الوزراء الفرنسي.

## مواليد

### أبريل
- 1 أبريل – أوغست كودر رسام فرنسي.

### يونيو
- 30 يونيو – هوراس فيرنيه رسام فرنسي.

### يوليو
- 5 يوليو – فرانسوا كارلو أنتوماركي

### أغسطس
- 21 أغسطس – أوغستين لوي كوشي رياضياتي فرنسي.

### أكتوبر
- 24 أكتوبر – ميشال فيليكس دونال عالم نبات فرنسي.

### مايو
- 15 مايو – جان بابتيست ماري بييري (مواليد 1714) رسام فرنسي.

### يونيو
- 4 يونيو – لويس جوزيف، دوفين فرنسا (مواليد 1781)

### ديسمبر
- 3 ديسمبر – كلود جوزيف فيرنيه (مواليد 1714) رسام فرنسي.